# 詹姆斯·馬提索夫
詹姆斯·艾倫·馬提索夫（英語：James Alan Matisoff，1937年7月14日—），亦有譯做馬蒂索夫，美國語言學家，主要研究東亞、東南亞語言，特別是藏緬語族，其是该领域的研究者代表。

## 生平
馬提索夫生于波士頓。1954年入學哈佛大學，專攻法國文學。1960年間在國際基督教大學研究日文。1962年開始搬往加州大學柏克萊分校，受到瑪麗·哈斯的強烈影響，去研究在泰國的拉祜話。1967年取得博士學位。
1966年開始在哥倫比亞大學教語言學，在1970年就任爲加州大學柏克萊分校的的助理教授（1974年成为教授）。2002年退休。
馬提索夫從1960年代開始就對東亞、東南亞的各種語言做田野工作，特別是對拉祜話，博士學位也是對其做詳細研究。
- . 加州大學出版社. 1973年.
- . 加州大學出版社. 1988年  [2020-10-27]. （原始内容存档于2016-07-28）.
- . 加州大學出版社. 2006年  [2020-10-27]. （原始内容存档于2021-01-22）.

馬提索夫是國際漢藏語言及語言學會議（International Conferences on Sino-Tibetan Languages and Linguistics, ICSTLL）的創立者之一，此會自1968年以來每年開一次。
馬提索夫在1974年創刊了學術雜誌《藏緬地區語言學》（Linguistics of the Tibeto-Burman Area, LTBA）。
1987年，馬提索夫開始項目：漢藏詞源辭典及同義索引典（Sino-Tibetan Etymological Dictionary and Thesaurus, STEDT）。此資料庫有龐大的語彙，而且提供在線檢索。馬提索夫著有2本STEDT的出版物。
- . 加州大學出版社. 2003年  [2020-10-27]. （原始内容存档于2021-03-09）.
- . 加州大學出版社. 2008年  [2020-10-27]. （原始内容存档于2021-02-04）.

## 外部連結
- James A. Matisoff （页面存档备份，存于） ，STEDT。
- Articles by MATISOFF, James A （页面存档备份，存于） ，SEAlang projects。